# 余繼善
余繼善（1546年—？），字明復，號見桐，河南汝寧府光州固始縣民籍江西南昌府南昌縣人，明朝政治人物。

## 生平
嘉靖四十三年（1564年）甲子科河南鄉試第七十六名，萬曆八年（1580年）庚辰科會試第一百十四名，登三甲第一百九十五名進士。工部觀政，九年授任常州府推官，丁憂归乡。十五年复除淮安府推官，十六年升工部主事，管理夏镇闸，十九年官至工部郎中，二十一年京察削职为民。博学多闻，家中有很多藏书。曾纂修《固始县志》，著有《滋蘭詩草》行世。

## 家族
曾祖余希；祖父余祿；父余慶，贈推官。母梅氏。慈侍下。弟继美、继義、继芬、继英、继辉、继耀、继廉。